# Lemurella papillosa
Lemurella papillosa är en orkidéart som beskrevs av Jean Marie Bosser. Lemurella papillosa ingår i släktet Lemurella och familjen orkidéer. Inga underarter finns listade i Catalogue of Life.